# Leptodactylodon blanci
Leptodactylodon blanci es una especie de anfibios de la familia Arthroleptidae.
Es endémica de Camerún Gabón.
Su hábitat natural incluye bosques tropicales o subtropicales secos y a baja altitud y ríos.
Está amenazada de extinción por la pérdida de su hábitat natural.
Esto lo he editado yo, por lo del 6.6 (el de las wikis) :)